# Wahlströms Elitromaner
Wahlströms Elit-romaner, bokserie (Libris 108136) utgiven av B. Wahlströms bokförlag på 1960-talet och uppdelad i olika serier som gröna serien, röda serien, blå serien 1965-1966, gyllene serien 1967-1968. Förutom gemensam layout med respektive färg på bokryggarna saknade böckerna koppling till varandra. Ett undantag är böckerna om Angélique av Sergeanne Golon. De var dessutom endast en del av författarens egen serie. 
Serien föregicks av Röda Elitbiblioteket, Gröna Elitbiblioteket, Blå Elitbiblioteket och Röda Elitböckerna. 
Idén med färgserier har även använts av bokförlaget Niloé.
| Volym | Titel                        | Författare         | Utgivningsår |
| ----- | ---------------------------- | ------------------ | ------------ |
| 1     | För en kvinnas skull         | Frank G. Slaughter | 1963         |
| 2     | Pensionat Paradiset          | David Dodge        | 1963         |
| 3     | Angélique 3: Vid hovet       | Sergeanne Golon    | 1963         |
| 4     | Angélique 4: Kungens favorit | Sergeanne Golon    | 1963         |
| 5     | Flygplan försvunnet          | Arthur Mayse       | 1963         |
| 6     | Fjällfolk                    | Bernhard Nordh     | 1964         |
| 7     | Guvernanten på Mellyn        | Victoria Holt      | 1964         |
| 8     | Den heliga eden              | Lloyd C. Douglas   | 1964         |
| 9     | Casanovas son                | Rosamond Marshall  | 1964         |
| 10    | Doktorn och jag              | Betty MacDonald    | 1964         |
| 11    | Het djungel                  | Alan Caillou       | 1964         |
| 12    | Svart flamingo               | Victor Canning     | 1964         |
| 13    | Syndabocken                  | Daphne du Maurier  | 1964         |
| 14    | Erövraren från Jamaica       | Sylvia Thorpe      | 1964         |
| 15    | Tills vi ses igen            | Nevil Shute        |              |